# Nieder-Eschbach
Nieder-Eschbach, Frankfurt-Nieder-Eschbach – 15. okręg administracyjny (Ortsbezirk) we Frankfurcie nad Menem, w kraju związkowym Hesja, w Niemczech. Liczy 11 337 mieszkańców (31 grudnia 2013) i ma powierzchnię 6,35 km².

## Dzielnice
W skład okręgu wchodzi jedna dzielnica (Stadtteil): Nieder-Eschbach.